# كيندال فرانسوا
كيندال فرانسوا (بالإنجليزية: Kendall Francois) هو قاتل متسلسل أمريكي، ولد في 26 يوليو 1971 في بكبسي في الولايات المتحدة، وتوفي في 11 سبتمبر 2014 في قرية ألدن في الولايات المتحدة.